# Liste des règnes britanniques les plus longs

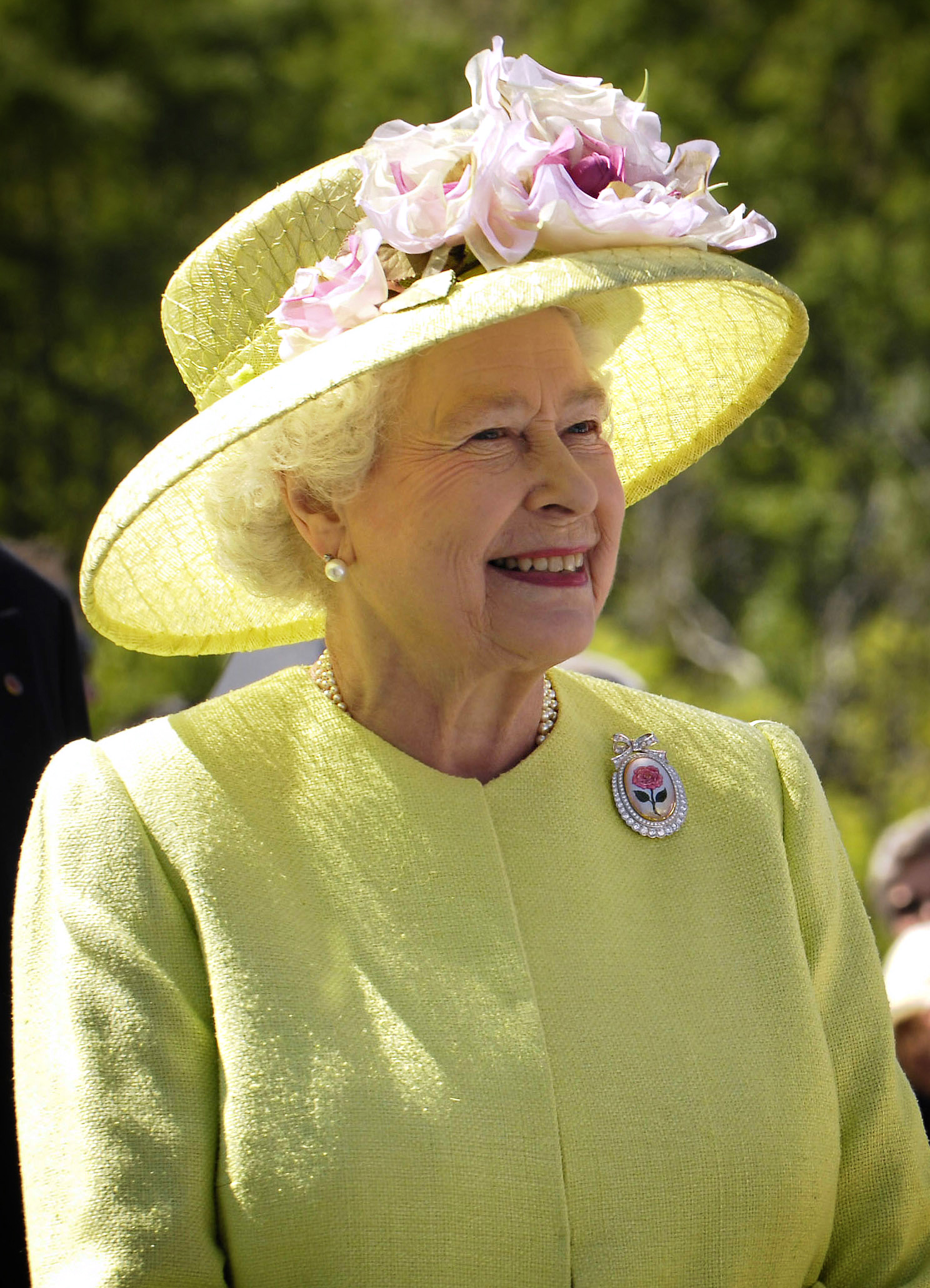
Élisabeth II.

Ce qui suit est une liste, ordonnée par la longueur du règne, des monarques du Royaume-Uni — Royaume d'Angleterre (depuis 925), Royaume d'Écosse (depuis 1107), Principauté de Galles (à partir de 1170), puis Royaume de Grande-Bretagne (1707), Royaume-Uni de Grande-Bretagne et d'Irlande (1801) et enfin Royaume-Uni de Grande-Bretagne et d'Irlande du Nord (depuis 1922).
La reine Élisabeth II, morte le 8 septembre 2022 peu après avoir célébré son jubilé de platine pour ses 70 ans de règne, est devenue le monarque britannique au plus long règne le 9 septembre 2015, surpassant la reine Victoria.

## Dix règnes les plus longs
| N° | Nom               | Règne            | Règne            | Durée        | Durée             |
| N° | Nom               | De               | À                | Jours        | Années et jours   |
| -- | ----------------- | ---------------- | ---------------- | ------------ | ----------------- |
| 1  | Élisabeth II      | 6 février 1952   | 8 septembre 2022 | 25 782 jours | 70 ans, 214 jours |
| 2  | Victoria          | 20 juin 1837     | 22 janvier 1901  | 23 226 jours | 63 ans, 216 jours |
| 3  | George III        | 25 octobre 1760  | 29 janvier 1820  | 21 644 jours | 59 ans, 96 jours  |
| 4  | Jacques VI et Ier | 24 juillet 1567  | 27 mars 1625     | 21 066 jours | 57 ans, 246 jours |
| 5  | Henri III         | 18 octobre 1216  | 16 novembre 1272 | 20 483 jours | 56 ans, 29 jours  |
| 6  | Édouard III       | 25 janvier 1327  | 20 juin 1377     | 18 410 jours | 50 ans, 147 jours |
| 7  | Guillaume le Lion | 9 décembre 1165  | 4 décembre 1214  | 17 892 jours | 48 ans, 360 jours |
| 8  | Élisabeth Ire     | 17 novembre 1558 | 24 mars 1603     | 16 198 jours | 44 ans, 127 jours |
| 9  | Llywelyn le Grand | 1195             | 11 avril 1240    | 16 172 jours | 44 ans, 101 jours |
| 10 | David II          | 7 juin 1329      | 22 février 1371  | 15 235 jours | 41 ans, 260 jours |